# Rhodiola nobilis
Rhodiola nobilis är en fetbladsväxtart som först beskrevs av Adrien René Franchet, och fick sitt nu gällande namn av Fu. Rhodiola nobilis ingår i släktet rosenrötter, och familjen fetbladsväxter. Inga underarter finns listade i Catalogue of Life.